# Otto Lederer (Schauspieler)

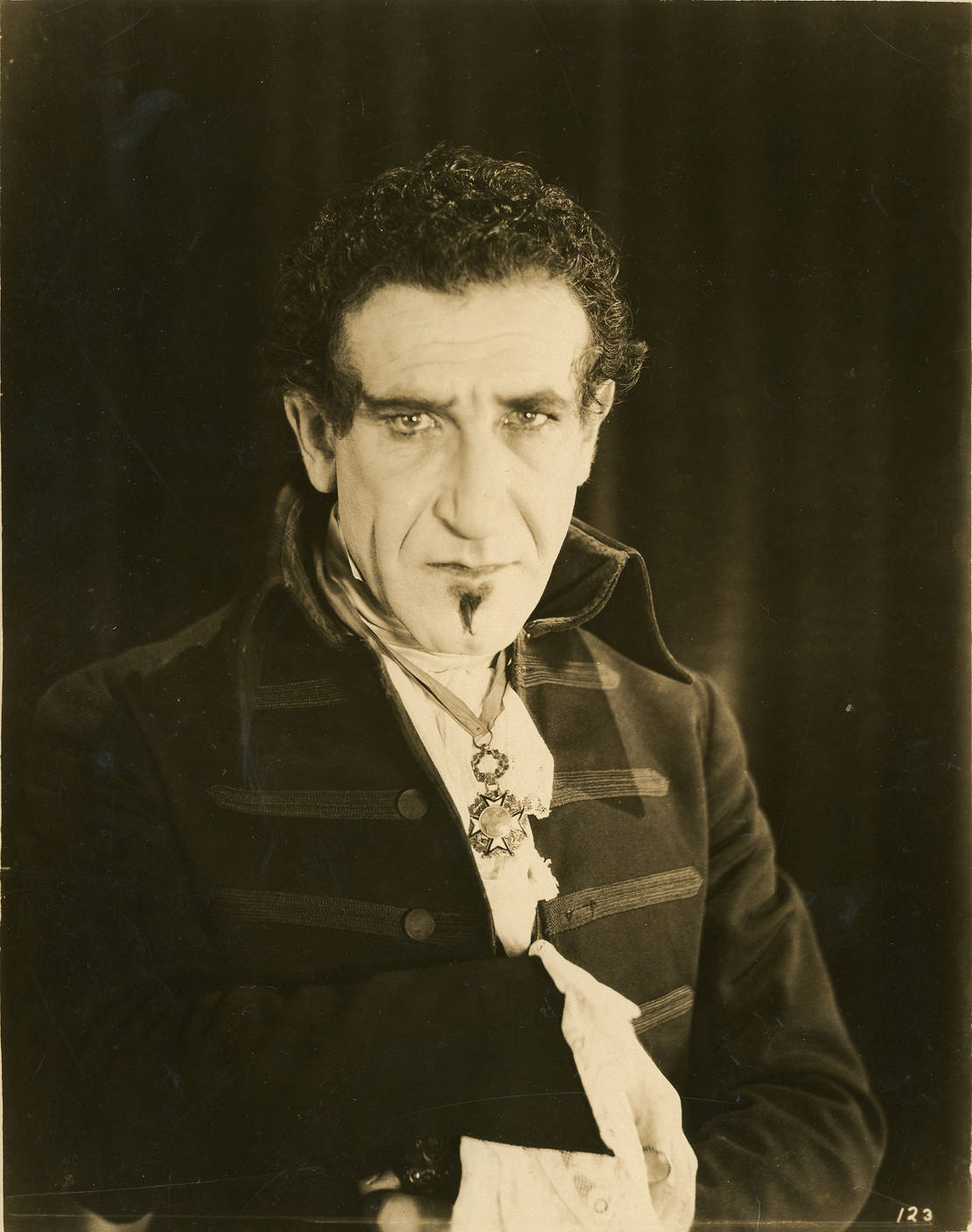
Otto Lederer (1925)

Otto Lederer (* 17. April 1886 in Prag, Österreich-Ungarn; † 3. September 1965 in Woodland Hills, Kalifornien, Vereinigte Staaten) war ein US-amerikanischer Schauspieler und Filmregisseur.

## Leben
Otto Lederer wurde 1886 in Prag geboren. Er debütierte 1912 als Filmdarsteller in den USA und machte sich als Schauspieler in dramatischen Rollen, die er aber mit einem gewissen Humor anlegte, einen Namen. Bekanntheit erlangte er schnell, schon 1914 wurde er in Who's Who in the Film World aufgenommen. 1919 und 1921 fungierte er bei jeweils einem Film als Regisseur. In den 1920er-Jahren sah man ihm unter anderem als Schurken in dem Fantasyfilm The Wizard of Oz von und mit Larry Semon sowie als Dirigenten in Der beleidigte Bläser neben Laurel und Hardy. Nachdem sich um 1930 der Tonfilm durchgesetzt hatte, beendete das für Lederer wie bei vielen Stars der Stummfilmzeit die Karriere. Ironischerweise spielte er in The Jazz Singer von 1927 eine größere Rolle, dem Film, der dem Tonfilm zum Durchbruch verholfen hatte. Nach zuletzt hauptsächlich kleineren Rollen zog er sich im Jahr 1933 aus dem Filmgeschäft zurück. Er spielte in über 120 US-amerikanischen Filmen mit. 
In erster Ehe war er mit der deutschen Schauspielerin Gretchen Lederer verheiratet, mit der er auch gemeinsam in Filmen auftrat. Beider Sohn war Leroy Lederer Shepek (1908–1940). 1925 heiratete er die Spanierin Segunda Yriondo. Die Ehe wurde am 10. Juli 1929 wegen Leders unangemessenen Verhalten seiner Frau gegenüber geschieden. Lederer ist auf dem Forest Lawn Memorial Park Cemetery bestattet.

## Filmografie (Auswahl)

### Regie
- 1919: The Washerwoman’s War
- 1921: The Struggle

### Schauspieler
- 1912: A California Snipe Hunt
- 1912: The Mummy and the Cowpuncher
- 1923: Larry Semon als Mannequin (The Gown Shop)
- 1925: Auf nach Illustrien (The Wizard of Oz)
- 1926: That Model from Paris
- 1926: Der rote Pirat (The Cruise of the Jasper B)
- 1927: König der Könige (The King of Kings)
- 1927: Der Jazzsänger (The Jazz Singer)
- 1928: Laurel und Hardy: Der beleidigte Bläser (You’re Darn Tootin’)
- 1932: Der Mann mit dem Beil (The Hatchet Man)
- 1932: Im Zeichen des Kreuzes (The Sign of the Cross)
- 1932: Rasputin: Der Dämon Rußlands (Rasputin and the Empress)
- 1933: Forgotten
- 1933: Gun Law